# Clipstone
Clipstone – wieś w Anglii, w hrabstwie Nottinghamshire, w dystrykcie Newark and Sherwood. Leży 25 km na północ od miasta Nottingham i 197 km na północ od Londynu. W 2001 miejscowość liczyła 3469 mieszkańców.